# Michael Schär
Michael Schär (Geuensee, Cantó de Lucerna, 19 de setembre de 1986) és un ciclista suís, professional des del 2007 fins al 2023. En el seu palmarès destaca la victòria al campionat nacional en ruta del 2013.

## Palmarès
- 2002
  -  Campió de Suïssa en ruta cadet
- 2003
  -  Campió de Suïssa de muntanya junior
- 2004
  -  Campió de Suïssa de muntanya junior
  - 1r al Tour del País de Vaud
- 2005
  -  Campió de Suïssa en contrarellotge sub-23
- 2006
  -  Campió de Suïssa en contrarellotge sub-23
- 2013
  -  Campió de Suïssa en ruta
- 2014
  - Vencedor d'una etapa al Tour de Utah

### Resultats al Tour de França
- 2011. 103è de la classificació general
- 2012. 49è de la classificació general
- 2013. No surt (9a etapa)
- 2014. 43è de la classificació general
- 2015. 56è de la classificació general
- 2016. 76è de la classificació general
- 2017. 72è de la classificació general
- 2018. 90è de la classificació general
- 2019. 70è de la classificació general
- 2020. 69è de la classificació general
- 2021. 58è de la classificació general

### Resultats al Giro d'Itàlia
- 2010. 99è de la classificació general

### Resultats a la Volta a Espanya
- 2009. 110è de la classificació general